# 普勒斯维尔
普勒斯维尔（法語：Preuseville，法語發音：[pʁøzvil]）是法国滨海塞纳省的一个市镇，属于迪耶普区。

## 地理
普勒斯维尔（49°52'14"N, 1°30'57"E）面积9.05 平方千米，位于法国诺曼底大区滨海塞纳省，该省份为法国北部沿海省份，其西部及北部濒大西洋英吉利海峡，东起顺时针与索姆省、瓦兹省、厄尔省和卡爾瓦多斯省接壤。
与普勒斯维尔接壤的市镇（或旧市镇、城区）包括：卡朗日维尔、当库尔、法朗库尔、格朗库尔、皮桑瓦勒、斯梅尔梅尼勒。

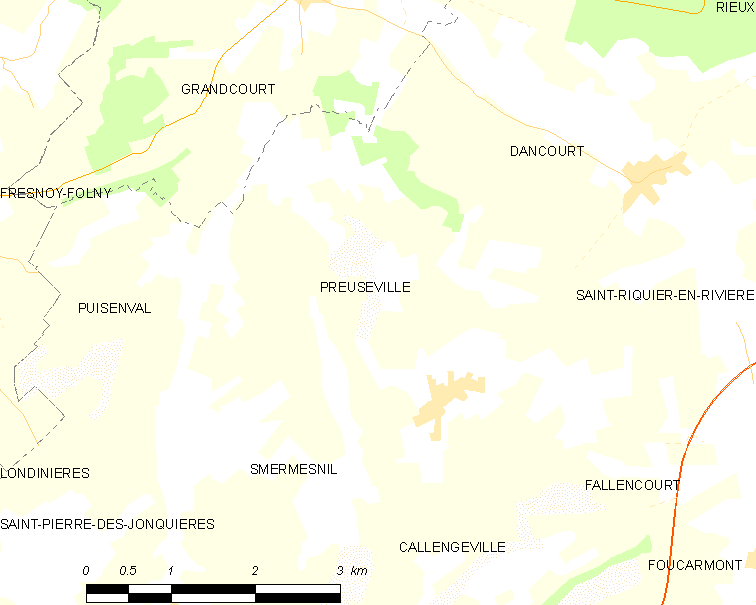
普勒斯维尔的OSM定位图

普勒斯维尔的时区为UTC+01:00、UTC+02:00（夏令时）。

## 行政
普勒斯维尔的邮政编码为76660，INSEE市镇编码为76511。

## 政治
普勒斯维尔所属的省级选区为布赖地区讷沙泰勒县。

## 人口

1962-2008年间普勒斯维尔人口变化图示

普勒斯维尔于2022年1月1日时的人口数量为167人。